# Adam Lonitzer
Adam Lonitzer (ou Lonicer ou Lonicerus) est un botaniste, un naturaliste et un médecin allemand, né le 10 octobre 1528 à Marbourg et mort le 29 mai 1586 à Francfort-sur-le-Main. Il a contribué à répandre la technique de distillation dans les sciences naturelles et a produit les premières descriptions symptomatiques de l'ergot du seigle.

## Biographie
Il est le fils de Johann Lonitzer (1499-1569), humaniste luthérien, docteur en théologie, professeur d'hébreu, de grec et de latin à l'Université de Fribourg, puis à l'Université de Marbourg.
Adam Lonitzer nait à Marbourg en 1528. Il est reçu Maître ès Arts, Magister artium, en 1545, à l'âge de seize ans. Il commence des études de médecine à l'Université de Mayence, puis revient à Marbourg pour les terminer, en enseignant aussi les mathématiques en 1553. Il devient Docteur en Médecine en 1554.  
L'Université de Mayence, qui avait très tôt reconnu ses talents, lui propose une Chaire de Médecine. Alors qu'il se rendait à Mayence en passant par Francfort-sur-le-Main, les magistrats de cette ville l'arrêtent pour le convaincre, par une offre plus généreuse, de devenir médecin de la ville. 
Il remplit cette charge avec honneur pendant 32 ans, jusqu'à sa mort en 1586.

## Œuvres
Lonitzer est principalement connu pour son livre Kreuterbuch, un ouvrage illustré portant surtout sur les plantes, mais aussi sur des animaux, oiseaux, poissons et minéraux. Il ne s’agit pas véritablement d’une œuvre originale.
Lonitzer était marié à Magdalena, la fille de Christian Egenolff, imprimeur et éditeur prospère de Francfort. Ce dernier avait recueilli plusieurs ouvrages :  en 1533, il avait publié une combinaison de Der Gart et de Destillierbuch de Hieronymus Brunschwig (1450-v. 1512). Le texte est signé Eucharius Rösslin (v. 1470-1526), médecin de la ville de Francfort. À la mort de ce dernier, son herbier est réédité sous le titre de Botanicon par Theodor Dorsten, sans doute pour faire croire à un nouvel ouvrage. 

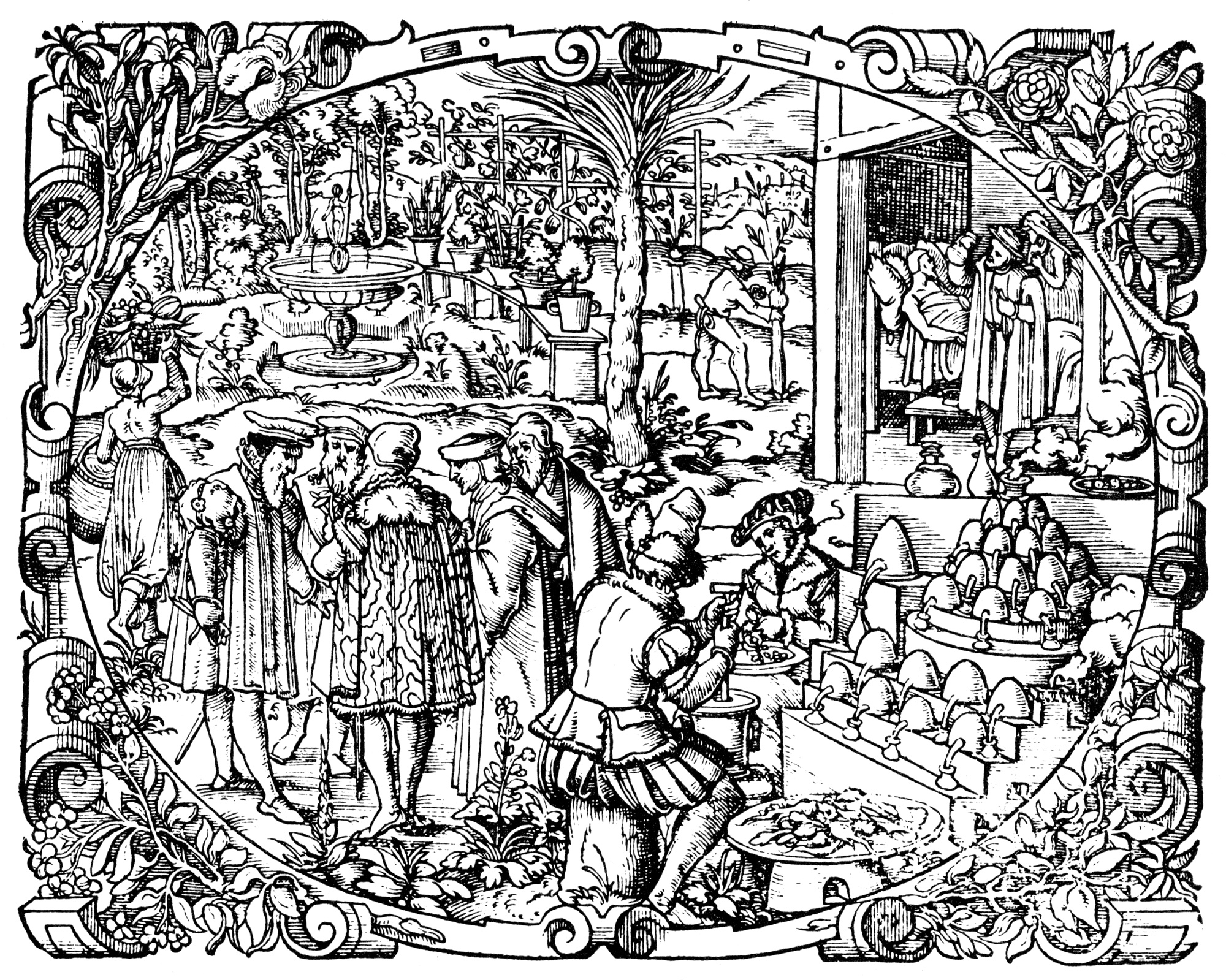
Frontispice du Kreüterbuch, représentant la médecine, la préparation et l’administration de drogues.

Après la mort de son beau-père,  Lonitzer prend la succession pour utiliser et combiner ces différentes éditions en les faisant paraître sous le titre de Kreütterbuch en 1557. La plupart des illustrations qu’il utilise sont tirées de l’Herbarum de Otto Brunfels (v. 1488-1534) et de l’Historia Stirpium de Leonhart Fuchs (1501-1566), ainsi que d’autres sources.
Cet ouvrage va connaître une très longue carrière puisqu’il sera réédité (plus d'une dizaine d'éditions en allemand) jusqu’en 1783, 250 ans plus tard.
Il contribue notamment à diffuser les techniques de distillation élaborées par H. Brunschwig.  On lui doit la première description de l’ergot de seigle, il mentionne son utilisation par les matrones et sages-femmes, mais il affirme  aussi que la bernache nonnette naît de la décomposition du bois flottant ou vante les mérites de la pierre de bézoard, sorte de concrétion que l’on trouve dans les intestins de certains ruminants, contre les venins de serpents (le bezoard était fort recherché; il valait, au temps de Louis XIV, cinquante fois son poids en émeraude).
Il est aussi l'auteur d'un traité des accouchements, et d'autres textes sur la médecine et l'arithmétique.
Charles Plumier lui a dédié un genre Lonicera en 1703, mais Carl von Linné a préféré appeler Loranthus le genre de Plumier, et a retenu le nom Lonicera pour le genre actuel.

## Sources
- Frank J. Anderson (1977). An Illustrated history of the herbals. Columbia University Press : xiv + 270 p.
- Ce texte utilise des extraits de l'article de langue allemande de Wikipédia (version du 20 mai 2006).